# Florent Pagny en concert
Albums de Florent Pagny
Savoir aimer
(1997) RéCréation
(1999)
Singles
1. Mourir les yeux ouverts / L'Aigle noir
Sortie : 1998

Florent Pagny en concert est le premier album enregistré en public de Florent Pagny, enregistré le 16 mai 1998 au Zénith de Paris et paru en novembre 1998, chez Mercury France. 
Enregistré lors de la tournée qui a suivi l'album Savoir aimer, il reprend 9 des 11 chansons de cet album. Elles sont mêlées à d'anciens succès, principalement ceux écrits par d'autres. Du Florent Pagny, auteur-compositeur, il ne chante pas grand-chose : quelques extraits dans un pot-pourri (dont son premier succès, N'importe quoi et la très contestée[réf. nécessaire] Presse qui roule) et Le Blues pour clore le spectacle. Il reprend par contre L'Aigle noir de Barbara, disparue l'année d'avant, et L'Envie de Johnny Hallyday. Une inédite vient également compléter le tableau : Dix secondes autour du monde.
En France, l'album rentrera dans le classement du SNEP, le 8 novembre 1998 et y restera 30 semaines. Sa meilleure place est la n° 2.

## Titres
| 1.  | Chanter                      | Lionel Florence/Pascal Obispo              |  |
| 2.  | Une place pour moi           | Jean-Jacques Goldman/J. Kapler-Erick Benzi |  |
| 3.  | Si tu veux m'essayer         | Sam Brewski                                |  |
| 4.  | Loin de toi                  | Jacques Veneruso                           |  |
| 5.  | Savoir aimer                 | Lionel Florence/Pascal Obispo              |  |
| 6.  | Est-ce que tu me suis ?      | Sam Brewski                                |  |
| 7.  | Bienvenue chez moi           | Erick Benzi                                |  |
| 8.  | L'Aigle noir                 | Barbara                                    |  |
| 9.  | Dix secondes autour du monde | Jacques Veneruso                           |  |
| 10. | Sólo le pido a dios          | León Gieco                                 |  |
| 11. | Dors                         | Erick Benzi                                |  |

| 1.  | Sierra Cuadrada         | Jacques Veneruso               |  |
| 2.  | Medley :                |                                |  |
| 2a. | - Merci                 | Florent Pagny                  |  |
| 2b. | - N'importe quoi        | Florent Pagny-Marion Vernoux   |  |
| 2c. | - Presse qui roule      | Florent Pagny                  |  |
| 2d. | - Oh happy day          | Edwin Hawkins                  |  |
| 3.  | Les Hommes qui doutent  | Jacques Veneruso/Canada        |  |
| 4.  | Caruso                  | Lucio Dalla                    |  |
| 5.  | D'un amour l'autre      | Patrice Guirao/Art Mengo       |  |
| 6.  | Tue-moi                 | Francis Basset/Franck Langolff |  |
| 7.  | L'Envie                 | Jean-Jacques Goldman           |  |
| 8.  | Mourir les yeux ouverts | Didier Golemanas/Pascal Obispo |  |
| 9.  | Le Blues                | Florent Pagny                  |  |